# Putnička kabina aviona
Putnička kabina je dio zrakoplova namijenjen za smještaj putnika. Često se naziva samo kabina. 
U komercijalnim letovima putničkih aviona kabina može biti podijeljena u više dijelova. Na srednjim i velikim avionima uz putničku kabinu postoje još odjeljci za boravak posade, kuhinjski prostor sa skladištem za servis tijekom leta i toaleti. Sjedala putničkog djela su u redovima s jednim ili dva prolaza između njih a sama kabina može biti podijeljena u više razreda (klasa). Viši razred zahtjeva i više prostora što smanjuje broj sjedala. Klase u putničkom dijelu su odvojene pregradom (zavjesom) a putnicima na komercijalnim letovima u pravilu nije dozvoljen ulaz u drugu klasu. Putničke klase na avionu obično su podijeljene na dva ili četiri modela. Domaći letovi imaju dvije razdvojene klase: Ekonomsku i Business. Na međunarodnim letovima može biti i do četiri klasa: Ekonomska, Ekonomska "Premijum", Business klasa (Klub) i Prva klasa. 
Na visinama krstarenja aviona okolna atmosfera je previše rijetka za disanje bez maski s kisikom, te se kabina stavlja pod tlak prilagođen za normalni boravak ljudi. 

### Ostali projekti
|  | Zajednički poslužitelj ima još gradiva o temi Putnička kabina           |
|  | Wikiknjige imaju gradivo o temi Knjiga pojmova u zrakoplovstvu/C/Kabina |